# Malá Mača
Malá Mača (em húngaro: Kismácséd) é um município da Eslováquia, situado no distrito de Galanta, na região de Trnava. Tem 7,97 km² de área e sua população em 2018 foi estimada em 594 habitantes.

## Demografia
| Ano:        | 1994 | 2004 | 2014   | 2024   |
| ----------- | ---- | ---- | ------ | ------ |
| Broj ljudi: | 0    | 600  | 598    | 607    |
| Razlika:    |      | –    | -0,33% | +1,50% |

| Ano:               | 2023 | 2024   |
| ------------------ | ---- | ------ |
| Número de pessoas: | 606  | 607    |
| Diferença:         |      | +0,16% |